# محمدحسن خان سردار ایروانی
محمدحسن خان سردار ایروانی (درگذشتهٔ ۱۷ ذیحجهٔ ۱۲۷۱ ه‍.ق) معروف به خان بابا خان سردار پسر محمدخان ایروانی و حکمران یزد و کرمان در دوره ناصرالدین شاه قاجار بود. از او در منابع به عنوان سردار ماکویی نیز یاد شده است. او در عمران و آبادی مناطقی که تحت حکومت داشت می‌کوشید و توسعه صنایع و حرف را تشویق می‌کرد. در دوران حکمرانی او عمارت دیوانی یزد و سرای گنجعلی خان که رو به ویرانی نهاده بودند، مرمت شدند. وی همچنین بانی باغ سردار در تهران به شمار می‌رود. محمدحسن خان را نباید با حسن‌خان قاجار قزوینی (ملقب به ساری اصلان) برادر حسین خان سردار ایروانی اشتباه کرد.

## زندگی

### حکومت عراق
در سال ۱۲۵۵ قمری که محمدخان ایروانی پدر خان باباخان سردار در هرات درگذشت، عناوین و مناصب او به خان باباخان داده شد. از جمله حکومت عراق بود که به سردار سپرده شد و او نیز عبدالله خان پسر خود را به نیابت به حکومت آنجا فرستاد. احترام محمدحسن‌خان در دربار محمدشاه به حدی بود که در سلام عام سپر و دبوس به دست می‌گرفت و پیشاپیش صف شاهزادگان می‌ایستاد. حسن‌خان مورد توجه حاجی میرزا آقاسی و حاجی میرزا آقاسی او را «فرزند» خطاب می‌کرد ولی پس از درگذشت محمدشاه، هرچند شبی حاجی را از دست دشمنانش در باغ خود پناه داد، ولی در کنار میرزا یوسف مستوفی‌الممالک، صدرالممالک اردبیلی، عباسقلی خان جوانشیر، میرزا محمدخان سپهسالار و حسینعلی‌خان معیرالممالک جزء هیئتی بود که به سفارت انگلستان را رفتند تا مخالفت خود را با انتصاب دوباره حاجی میرزا آقاسی به صدارت ابراز کنند. در همین زمان اهالی اراک نیز به تحریک یوسف‌خان گرجی که بانی این شهر و سال‌ها حاکم عراق عجم بود سر به شورش برداشتند و خواستار عزل عبدالله خان شدند. یوسف‌خان همچنین پسر خود محمدعلی‌خان را فرستاد تا فوج عراق را به سمت تهران حرکت دهد تا در زمان رسیدن ناصرالدین شاه به این شهر به استقبال او رفته و اظهار سرسپردگی کنند. محمدحسن‌خان که فوج عراق را جزئی از حکومت عراق و ابواب جمعی خود می‌دید سعی کرد تا از حرکت فوج جلوگیری کند و در نهایت حسین‌پاشاخان فرمانده فوج مراغه را به همراه عده‌ای از هواخواهنش شبانه بر سر سربازان عراقی تازاند و آنان را خلع سلاح کرد. در آن زمان ناصرالدین شاه در قزوین بود و چون از این ماجرا خبردار شد آن را تعبیر به خودسری محمدحسن‌خان کرده و نامهٔ توبیخ‌آمیزی به او نوشت که اگر بار دیگر از حد خود تجاوز کند، سرش را به باد خواهد داد. به همین خاطر محمدحسن‌خان، پسر از ورود شاه به تهران، برخلاف سایر درباریان به حضور شاه نرفت و از روی احتیاط در خانهٔ خود به سر می‌برد تا آنکه امیرکبیر به صدارت نشست و به وساطت او به نزد شاه بار یافت.

### حکومت یزد و کرمان
محمدحسن‌خان در سال ۱۲۶۵ قمری به حکومت یزد و کرمان منصوب شد و چنان‌که مرسوم او بود و خود هیچ‌گاه به محل حکومت نمی‌رفت، آقاخان ایروانی، برادرزاده خود را، به نیابت از خود به یزد فرستاد. در آن زمان بابیان در یزد ظهور کرده بودند و نظم و آرامش در آن محدوده از میان رفته بود. از آنجایی که آقاخان در مهار امور توفیقی نیافت، محمدحسن‌خان یکی از عمودزادگانش را به نام شیخعلی‌خان ماکویی به یزد فرستاد و او اشرار آن حدود را از میان برداشت.
او در سال ۱۲۶۷ در سفر ناصرالدین‌شاه به اصفهان به همراه میرزا تقی‌خان امیرکبیر و تنی‌چند از درباریان از ملتزمین رکاب بود. چون در این سال امیرکبیر از صدارت عزل شد و مورد غضب ناصرالدین شاه قرار گرفت، سفارت روسیه تنی چند قراول به خانه امیر فرستاد و اعلام کرد که او تحت‌الحمایه روسیه است. از آنجا که محمدحسن‌خان تابعیت روسی نیز داشت، ناصرالدین‌شاه او را مأمور مذاکره با سفیر روسیه کرد تا از او ملاقات و سؤال کند که به چه حقی نظامیان روسی را به خانه‌ای که مادر و خواهر شاه آنجا سکونت دارند فرستاده است.
محمدحسن خان در سال آغازین صدارت میرزا آقاخان نوری نشان تمثال همایون دریافت کرد و هفت فوج از افواج قشون ایران ابوابجمعی او شدند و پنج فوج نیز به پسرش عبدالله خان سپرده شد.

## باغ سردار
محمدحسن‌خان در محدوده خیابان ایران و بهارستان فعلی که در آن زمان خارج از حصار تهران قرار داشت، باغ بزرگی ساخت که حد شمالی آن خیابان ژاله، حد شرقی آن خیابان ایران، حد جنوبی آن خیابان امیرکبیر و حد غربی آن خیابان سیروس بود. این باغ در زمان خود بزرگترین باغ‌های تهران بود و قناتی نیز به نام آب سردار مخصوص آبیاری این باغ احداث شده بود که در ضلغ شرقی باغ جریان داشت و امروز خشک شده‌است. بعد از فوت محمدشاه حاجی میرزا آقاسی به همراه سایر رجال ایروانی که در طول دوره حکمرانی محمدشاه مناصب و مقام‌های دولتی را در انحصار خود درآورده بودند، از ترس مخالفان در در این باغ پناه گرفتند، تا آنکه مهد علیا به ایشان امان داد و حاجی میرزا آقاسی نیز مخفیانه به شاه عبدالعظیم فرار کرد و در آنجا بست نشست. باغ سردار بیش از سی چهل سال دوام نیاورد و پس از فوت سردار، همسرش ماه‌رخسارخانم فخرالدوله باغ را تکه‌تکه کرد و به تدریج به فروش رساند. بزرگترین این تکه‌ها نصیب حاجب‌الدوله شد که او نیز به پاشاخان امین‌الملک فروخت و پس از پاشاخان به میرزا حسین خان سپهسالار انتقال یافت و او باغ بهارستان و مسجد سپهسالار در این زمین‌ها ساخت. قسمت باقی‌مانده باغ به خانه‌ها و باغ‌های کوچک و بزرگی تبدیل شد که امروز محله ایران را تشکیل می‌دهد.

## خانواده
محمدحسن خان با ماه‌رخسارخانم فخرالدوله دختر عباس میرزا ازدواج کرد و از او صاحب چهار پسر و شش دختر شد. پسرهای وی محمد خان میرپنجه، یوسف خان سرتیپ، ابوالفتح خان صارم‌الدوله و عبدالحسین خان فخرالملک (ناصرالسلطنه، کُفری) نام داشتند. از دختران فرخ لقا خانم (همسر اسماعیل میرزا معزالدوله)، بدیع الجمال خانم (همسر انوشیروان میرزا ضیاءالدوله)، فاطمه خانم شمس السلطنه (همسر داوود خان نوری)، هما خانم (همسر عبدالله میرزا نایب الایاله) را می توان نام برد. محمدحسن خان پیش از فخرالدوله همسر دیگری داشت و از او همچنین صاحب یک پسر بود به نام‌ عبدالله خان و دختری بنام آغا بیگم.